# (11675) Billboyle
(11675) Billboyle est un astéroïde de la ceinture principale.

## Description
(11675) Billboyle est un astéroïde de la ceinture principale. Il fut découvert le 15 février 1998 à Bédoin par Pierre Antonini. Il présente une orbite caractérisée par un demi-grand axe de 2,30 UA, une excentricité de 0,16 et une inclinaison de 2,0° par rapport à l'écliptique.
Il est nommé d'après le physicien américain Willard Boyle, prix Nobel de Physique et inventeur du capteur CCD.

## Compléments